# HMS Musketeer (G86)
Pour les autres navires du même nom, voir HMS Musketeer.
Le HMS Musketeer est un destroyer de classe M construit pour la Royal Navy pendant la Seconde Guerre mondiale.
Sa quille est posée le 7 décembre 1939 au chantier naval Fairfield Shipbuilding and Engineering Company de Govan, en Écosse. Il est lancé le 2 décembre 1941 et mis en service le 18 septembre 1942, sous le commandement du commander Donald Thorn Dowler.

## Historique

### Convois de l'Arctique
Après sa mise en service, il rejoint la 3e flottille de destroyers de la Home Fleet couvrant la mer du Nord et les atterrages occidentaux. En novembre 1942, il fait partie de l'escorte des convois de l'Arctique vers l'Union soviétique, protégeant les navires marchands et fournissant des approvisionnements vitaux à l'URSS pour sa guerre contre l'Allemagne nazie. Il est en réparation de mai à septembre 1943 et sert à nouveau dans la Home Fleet où il opère au large des atterrages occidentaux. Le 27 septembre 1943, il participe à une mission d'appui de la Royal Air Force visant à neutraliser le cuirassé allemand Tirpitz, transportant du personnel de la RAF des îles Féroé à Mourmansk. Le 25 février 1944, le Musketeer est impliqué dans une collision avec le destroyer polonais ORP Błyskawica. Les réparations s'achèvent au début d'avril, reprenant du service avec les convois russes.

### Théâtre méditerranéen
Le 3 octobre 1944, le Musketeer est affecté en Méditerranée orientale. Il opère principalement en mer Égée, soutenant la reconquête d'îles tenues par l'ennemi et opérant contre les petits navires communistes grecs de l'ELAN (Marine de libération du peuple grec). Après la fin de la guerre en mai 1945, le destroyer reste présent en Méditerranée et apporte son aide aux garnisons de Trieste et de la Grèce continentale.
Le navire est vendu pour démolition le 6 décembre 1955.

## Commandement
- Commander Donald Thorn Dowler du 16 juin 1942 à décembre 1942.
- Commander Edmund Neville Vincent Currey de décembre 1942 au 6 octobre 1943.
- Commander Ralph Lindsay Fisher du 6 octobre 1943 au 20 février 1945.
- Commander Geoffrey Mainwaring Sladen du 20 février 1945 à août 1945.
- Commander Robert Marriott Aubrey d'août 1945 au 4 juin 1946.